# Hartmut Reußwig

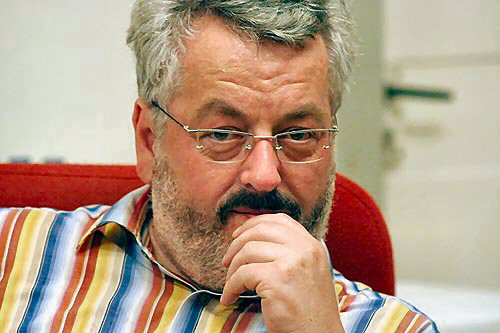
Hartmut Reußwig 2008

Hartmut Reußwig (* 1952 in Hanau/Main) ist ein deutscher Kirchenmusiker und Komponist.

## Leben und Werk
Hartmut Reußwig wurde in Herford zum Kirchenmusiker ausgebildet, anschließend studierte er in Münster Musikwissenschaft, Kunstgeschichte und Publizistik mit Abschluss als magister artium. Nach kirchenmusikalischen Tätigkeiten in Bielefeld und Witten (Ruhr) übernahm er 1989 das Kreiskantorenamt im evangelisch-lutherischen Kirchenkreis Nienburg/Weser.
Reußwig ist Komponist vieler Neuer geistlicher Lieder. Er ist Mitglied der Textautoren- und Komponistengruppe TAKT.

## Werke (Auswahl)
- Michel aus Lönneberga, Singspiel nach Astrid Lindgren (1991; Text: Karin Hokansson, Hartmut Reußwig)
- Kinderträume – ein Singspiel (1992; Text: Karin Hokansson, Hartmut Reußwig)
- Die mutigen Hasen (1993; Text: Karin Hokansson, Hartmut Reußwig)
- Rede nicht von deinem Glauben (1995; Text: Monika Bohge)
- Gast sein (2001; Text: Lothar Veit)
- Herzlich willkommen (2001; Text: Klaus-Uwe Nommensen)
- Segenswunsch (2002; Text: Susanne Brandt)
- Elementares Friedenslied (2003; Text: Arnim Juhre)
- Ballade vom Schaf mit dem langen Atem (2005; Text: Frank Fockele 2004)

## Publikationen (Auswahl)
- Singen um gehört zu werden. Neue Lieder aus drei Jahrzehnten. Mit-Hrsg. Strube-Verlag, München 2007